# Шалегово (село)
Шалегово — село в Оричевском районе Кировской области. Административный центр Шалеговского сельского поселения.

## История
Летопись села, написанная в XVIII в., сообщала, что первыми жителями были семьи «из ново-града ушкуев», которые проживали на Истобенском побережье и сбежали оттуда при Иване IV Грозном, когда составлялись писцовые книги для обложения населения тяглом (налог) в 1570, 1590, 1595 гг. Первоначальное название селения — Покровский, так как жители принесли с собой икону из новгородчины и поставили согласно грамоте патриарха Иова от 2 августа 1602 г. Покровскую церковь, деревянную. Каменная церковь построена в 1811—1817 гг., в 1869—1870 гг. перестроена и расширена, приход состоял из 57 селений. Местная летопись подчеркивала авантюрные наклонности первожителей, гнездом разбойников была деревня Клопиха. Часть жителей позднее была выслана в Сибирь. Близ села, на речке Холунице располагалась деревня Харапугичи, где тоже проживал беспокойный люд из пришлых поселенцев.
Центральный пункт шалеговской округи официально назван село Шалегово в «Переписной книге» В. Отяева, составленной в 1645—46 гг. Слово «шалга» имеет несколько значений: большой вхожий лес, скопище шалунов, тать (разбойник). Все можно положить в основу названия — селение, возникшее в большом лесу, где жили люди, промышлявшие разбоем (шалаганы). Вначале оно подчинялось Истобенской волости, в 1645 г. была образована Шалеговская волость, в 1678 г. в ней числилось 36 селений, проживало около 1300 человек. Рост населённых пунктов шёл за счёт притока жителей Вятского края. В середине XVII в. существовали уже многие деревни, которые дошли до нашего времени: Лобошане (поч. Ф. Гребнева, 1626), Овчинники (поч. Ёлки Дудоладова, 1646), Логичи (поч. Панки Дементьева, 1646), Ишимовы (поч. Ф. Бородулина, 1629), Вершиници (поч. Никифора Вершинина, 1629), Бушмаки (поч. Трофима Новикова, 1646), Короли (1646), Королёвы (поч. Ф. Матанова, 1646) и др.
Священнослужители Покровской церкви в XIX — нач. XX вв. Н.Разодорский и Н.Кошурников подняли крестьян на осушение системой каналов и прудов болотистой почвы, на которой располагались жилища. Дефицит земли порождал отходничество и развитие ремесленных подсобных промыслов: рубить и сплавлять лес, жечь уголь, гнать деготь и смолу, перевозить грузы, бурлачить, плотничать. В 1883 г. в Шалегове работало 5 рогожных заведений, действовал фаянсовый завод Мамаева, выпускавший чайную посуду и тарелки.
В округе имелись мастера по выделке изделий из древесины, бересты, лыка, лозы. Ткали льняное полотно, холстину, половики. Валяли и тачали валяную и кожаную обувь. Делали гармошки, шарманки, балалайки.
В «Календаре Вятской губернии на 1916 год» указано, что в волости имелось 90 селений, 1540 дворов, 10 433 жителя (включена пустошенская округа). В с. Шалегово была церковно-приходская женская школа, земское начальное училище, такое же в д. Савичи (поч. Козьмы Черемухина, 1795).

## Население
| 2010 |
| ---- |
| 380  |

## Экономика
Основным работодателем являются государственные учреждения. Часть населения занято в сельском хозяйстве и в лесозаготовительном. Наблюдается торговля в статусе индивидуального предпринимателя.

## Образование
В Шалегово функционирует одна школа, из-за постепенного старения местного населения и снижения числа молодёжи школьного возраста Шалеговская школа недавно была переведена в статус средней, то есть имеет девять классов. Так же при школе существует музей, проводятся разного рода образовательные кружки, летом функционируют детские образовательно-развлекательные лагеря.

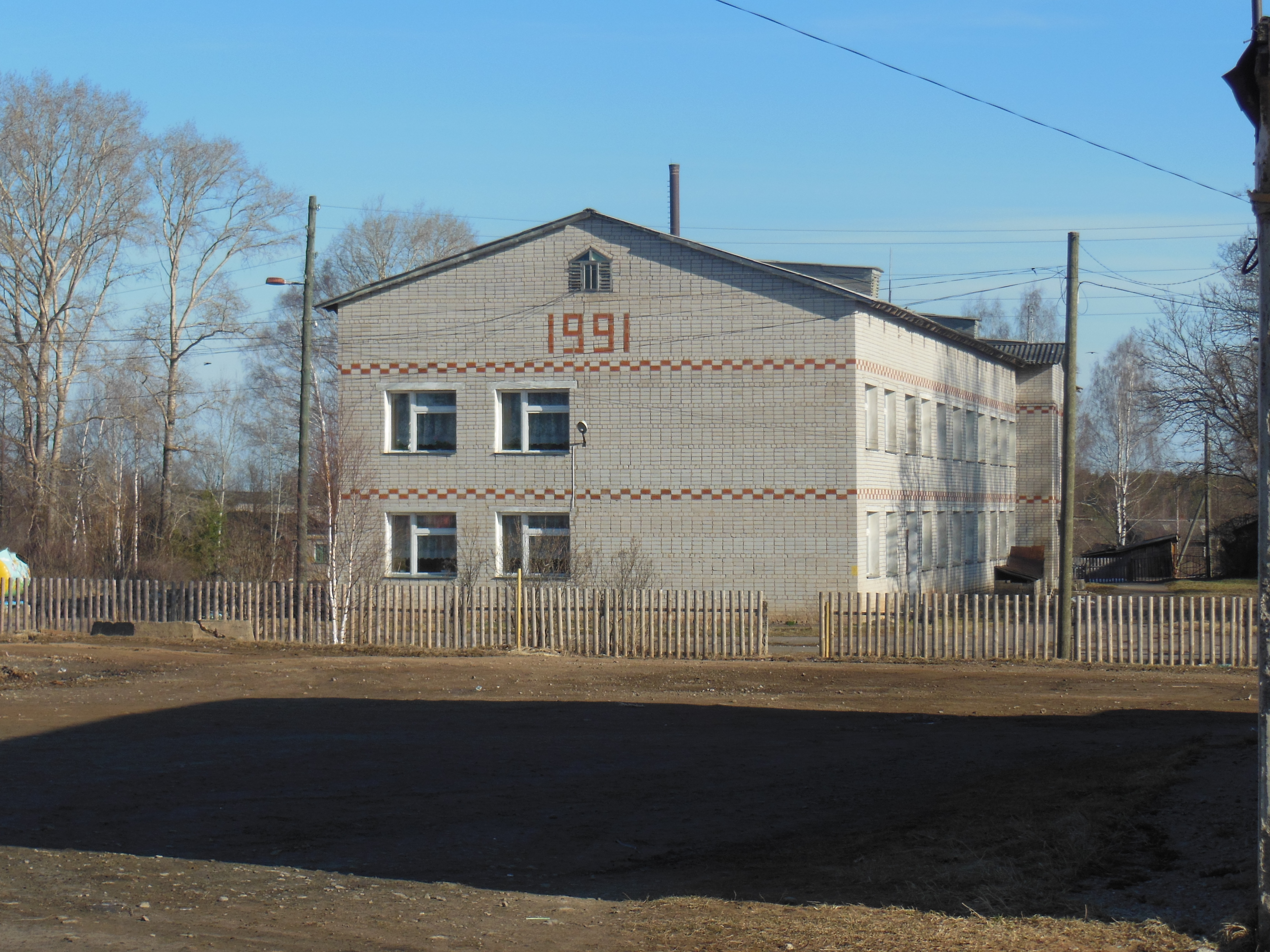
Шалеговская средняя школа, апрель, 2014 год

## Список улиц
- ул. Труда.
- ул. Центральная.
- ул. Юбилейная.
- ул. Георгия Гребенёва.
- ул. Молодёжная.
- ул. Совхозная.

## Известные люди
Гребенёв Аркадий Филимонович — Родился 1 августа 1924 года в деревне Лобашане, Шалеговского сельского поселения.
В 1942 году призван в армию. Во время налёта авиации противника 22 октября 1943 на ОП батареи в количестве 27 Ю-87 бесстрашно отбивал пикирующих бомбардировщиков до последней минуты своей жизни и погиб у своего орудия.
Указом Президиума Верховного Совета Союза ССР от 24 декабря 1943 года посмертно присвоено звание Герой Советского Союза.

## Достопримечательности
- Здание старой школы.
- Памятник воинам-шалеговцам, участвовавшим в Великой Отечественной войне.
- Монумент дате основания поселения.
- Бараничёвская гора — группа холмов естественного происхождения, скорее всего, результат деятельности ледника в Четвертичном периоде.

## Фотогалерея

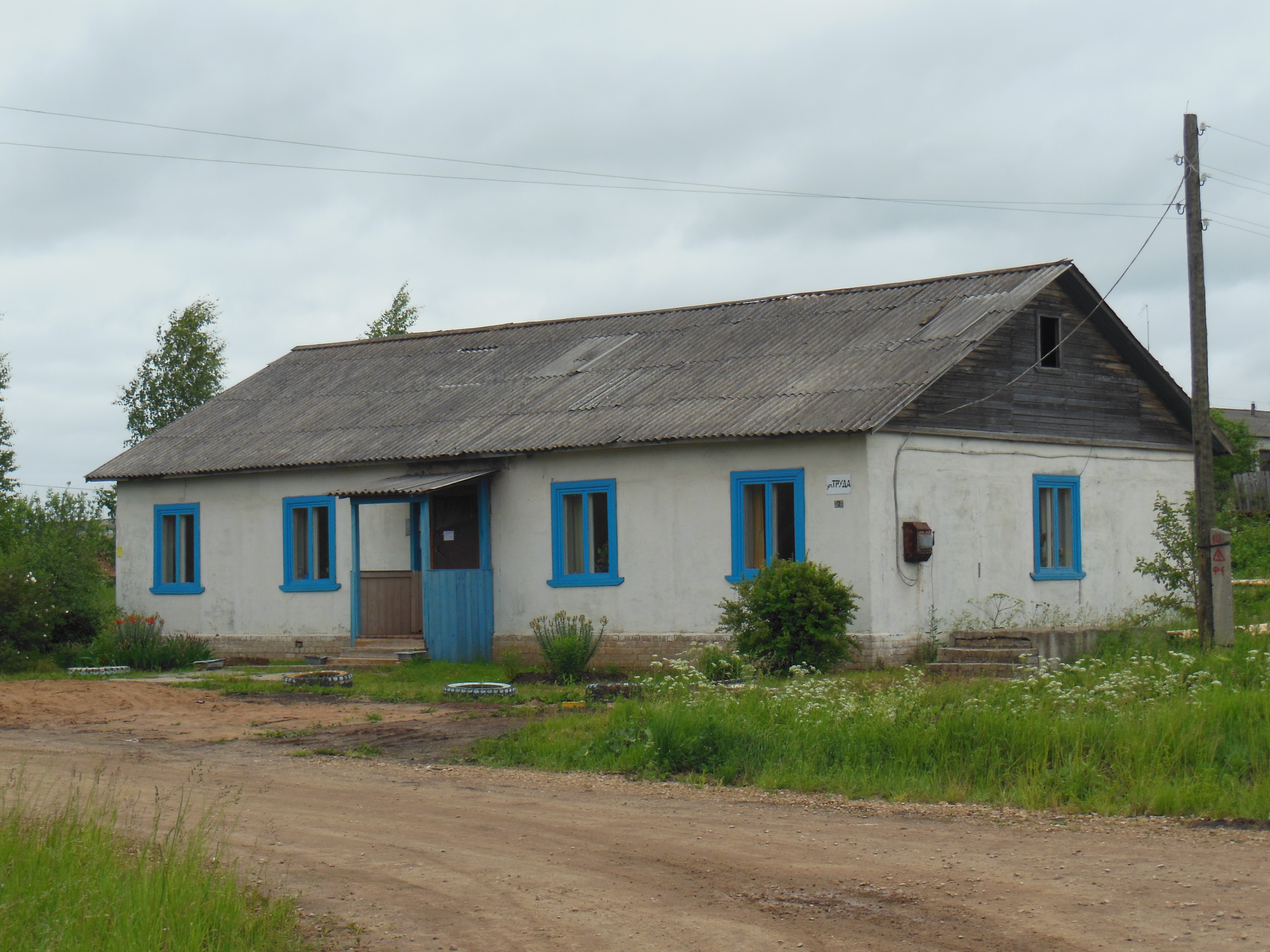
Здание медпункта, с. Шалегово. Май 2014 года.
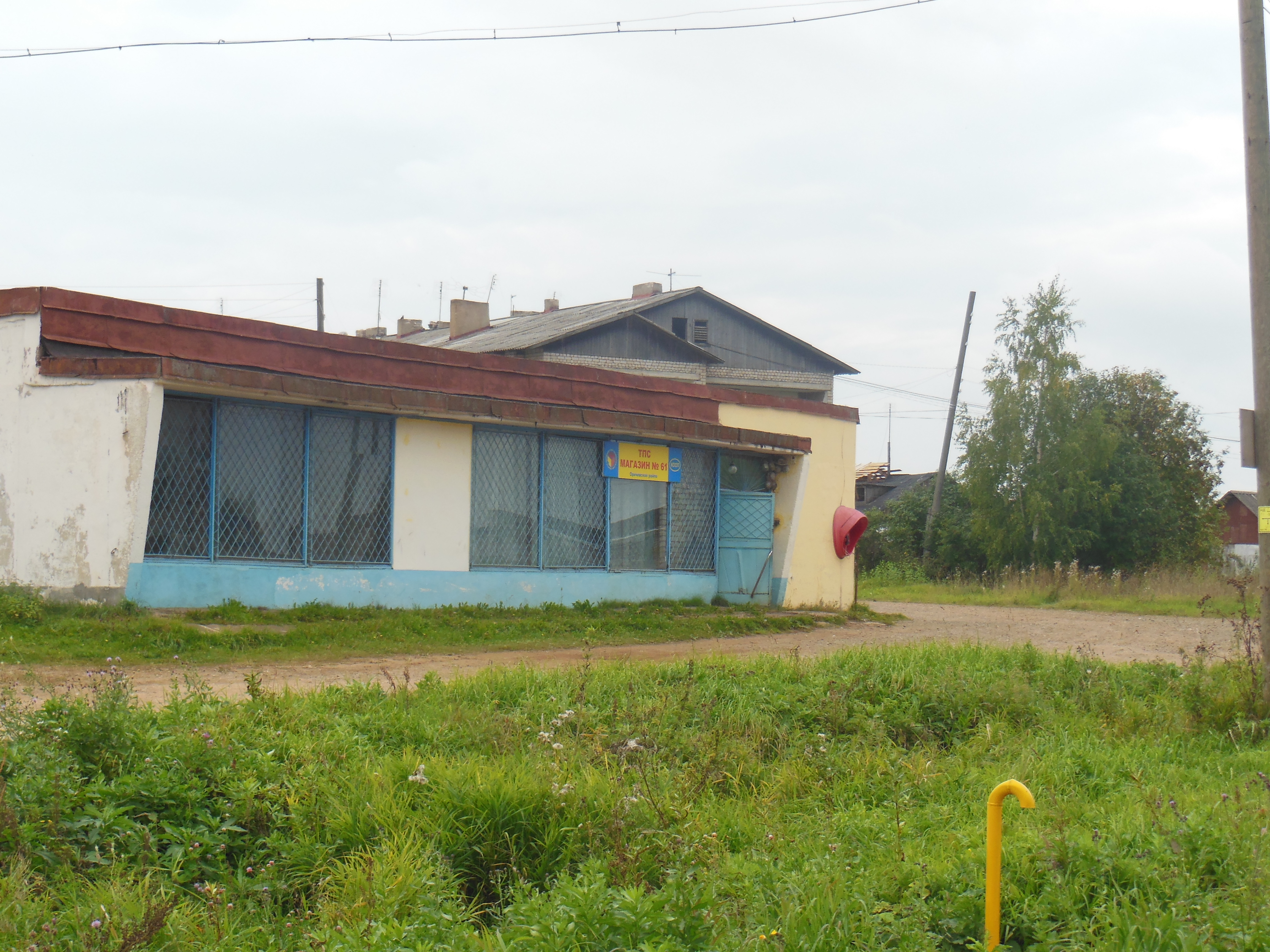
Магазин Оричевского райпо. С. Шалегово.
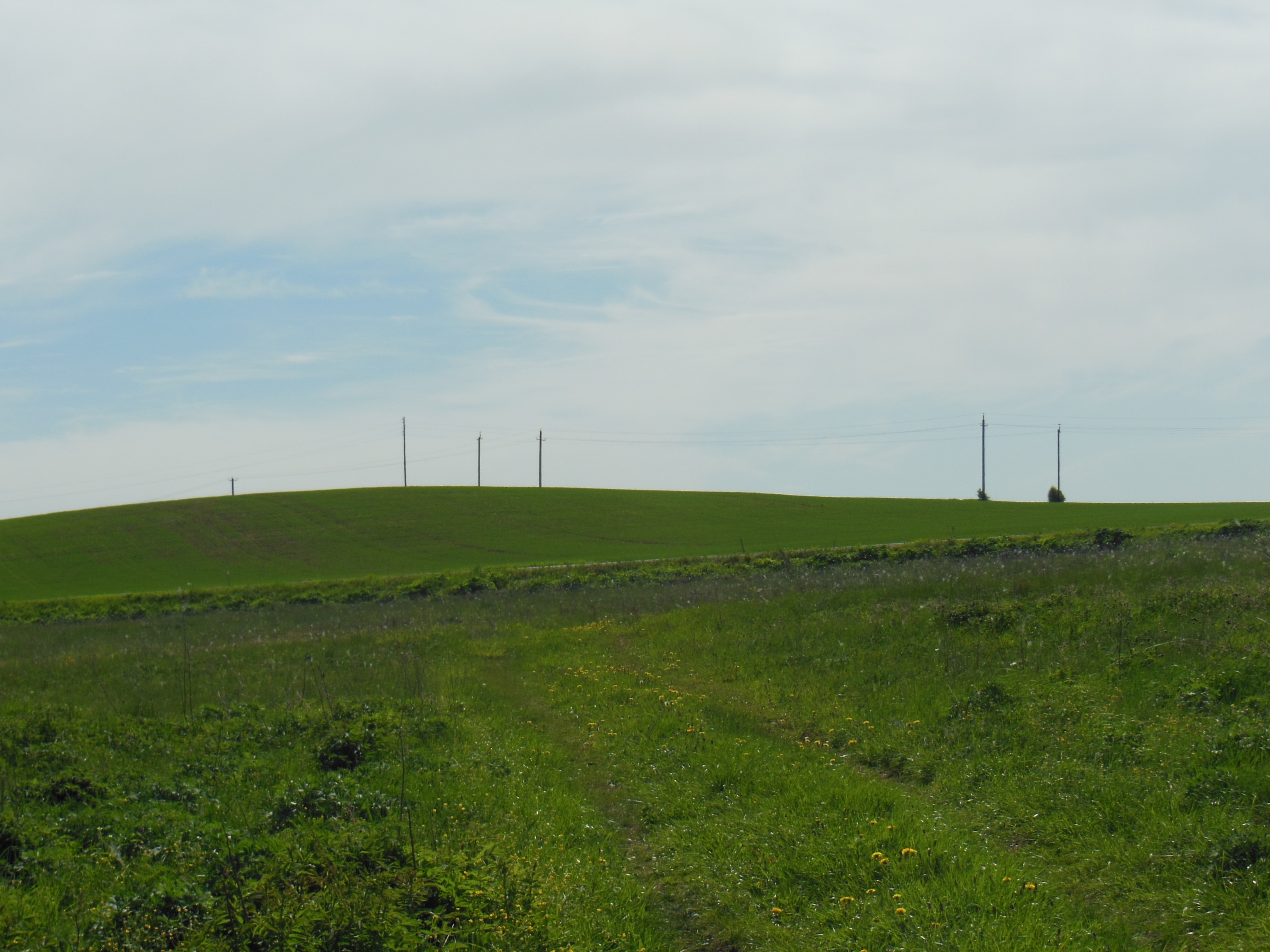
Бораничевская гора
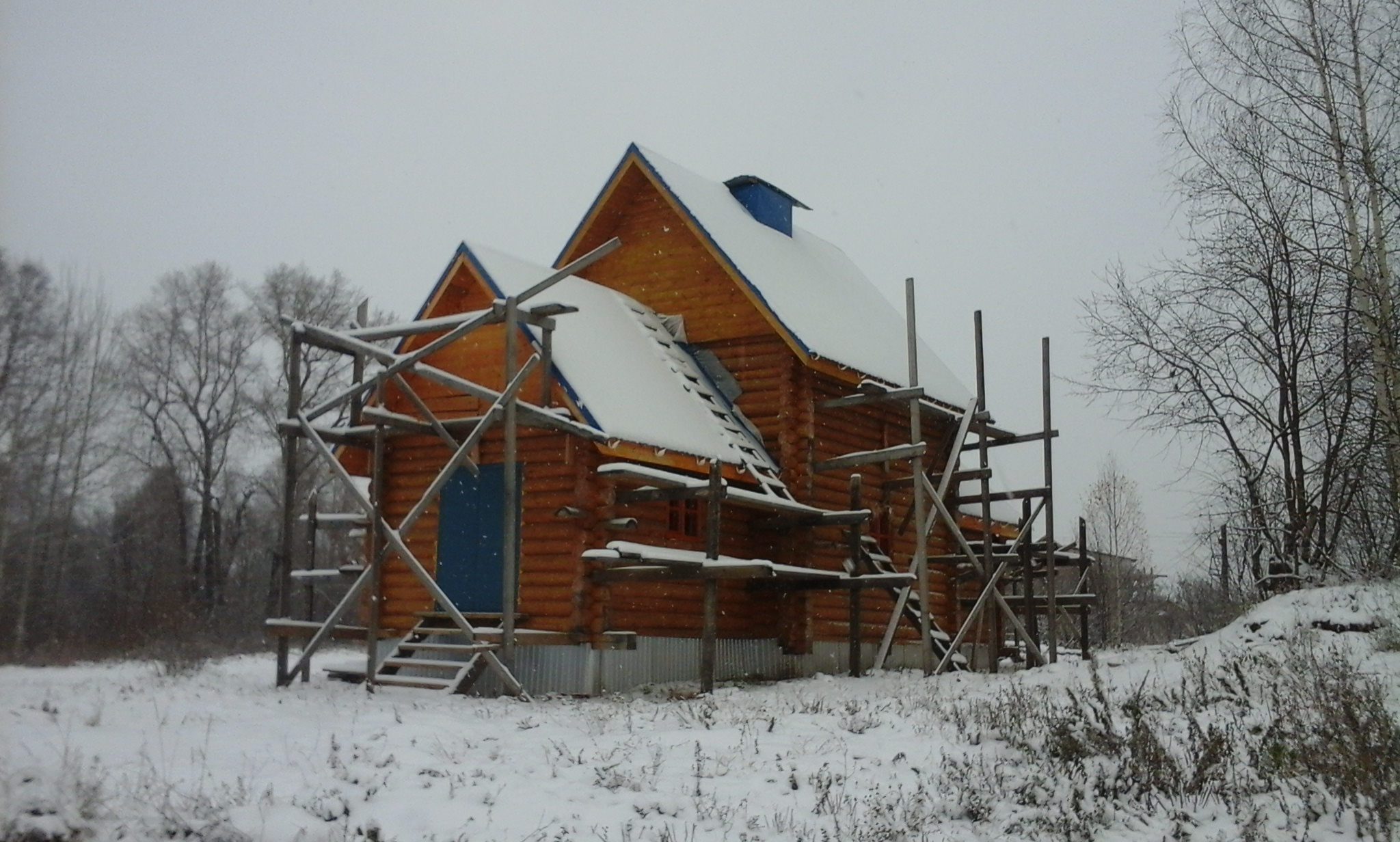
Часовня в Шалегово, строящаяся на благотворительные средства
Памятник участникам шалеговцам в ВОВ. На заднем плане — здание школы. Апрель, 2014 г.